# Žizdra (rijeka)
Žizdra je rijeka u Kaluškoj oblasti u Rusiji, lijeva pritoka rijeke Oke.

## Etimologija
Hidronim baltijskog porijekla, kojeg je moglo ostaviti pleme Goljadi. Žizdra — krupan pijesak, šljunak.

## Opis
Dužina rijeke je 223 km, površina njezina porječja je 9.170 km².
Žizdra izvire na jugozapadu od Kaluške oblasti oko 15 km istočno od grada Ljudinova. U početku teče na jug, ali nakon nekoliko kilometara skreće na istok, gdje doseže grad Žizdru. Zatim skreće prema sjeveru, ubrzo malo dalje nizvodno skreće na istok.
Vrlo krivudavo protječe kroz Središnju rusku uzvisinu u južnom dijelu Kaluške oblasti. Prije grada Kozelska skreće opet prema sjeveru. Ubrzo nakon što proteče kroz grad prolazi pokraj samostana Optina Pustyn, bivšeg duhovnog središta Ruske pravoslavne crkve. Sljedećih 30 km dalje ulijeva se u Oku s lijeva.

## Hidrologija
Žizdra se zamrzava krajem studenog i ostaje zamrznuta do početka travnja. Tijekom otapanja snijega u travnju dolazi do izraženih visokih proljetnih voda. U porječju rijeke Žizdre je 28 pritoka duljine veće od 10 km i 101 pritoka duljine manje od 10 km s ukupnom duljinom od 270 km. Plovna je za splavi niže grada Kozelska.
Glavne pritoke su Resseta, Vytebet, i Serena. Gradovi Kozelsk i Žizdra nalaze se na obalama rijeke Žizdre.
Prosječni mjesečni istjek vode u rijeci (m³/s) kod g. Kozelska od 1933. do 1985. godine.

## Vanjske poveznice
|  | Zajednički poslužitelj ima još gradiva o temi Žizdra (rijeka) |